# Henry Baker (naturaliste)
Pour les articles homonymes, voir Henry Baker et Baker.
Henry Baker (8 mai 1698 – 8 mai 1774) est un naturaliste britannique.

## Biographie

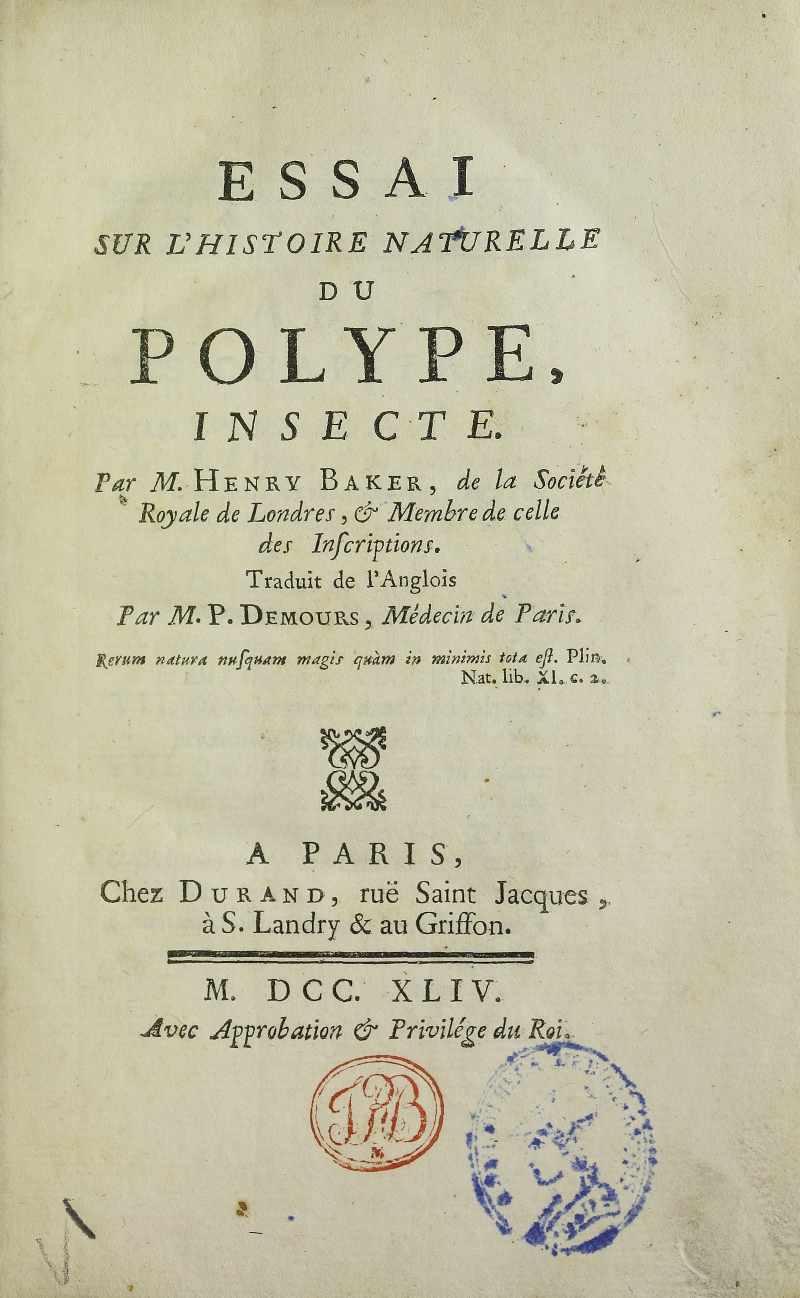
Essai sur l'histoire naturelle du polype (Attempt towards a natural history of the polype), 1744

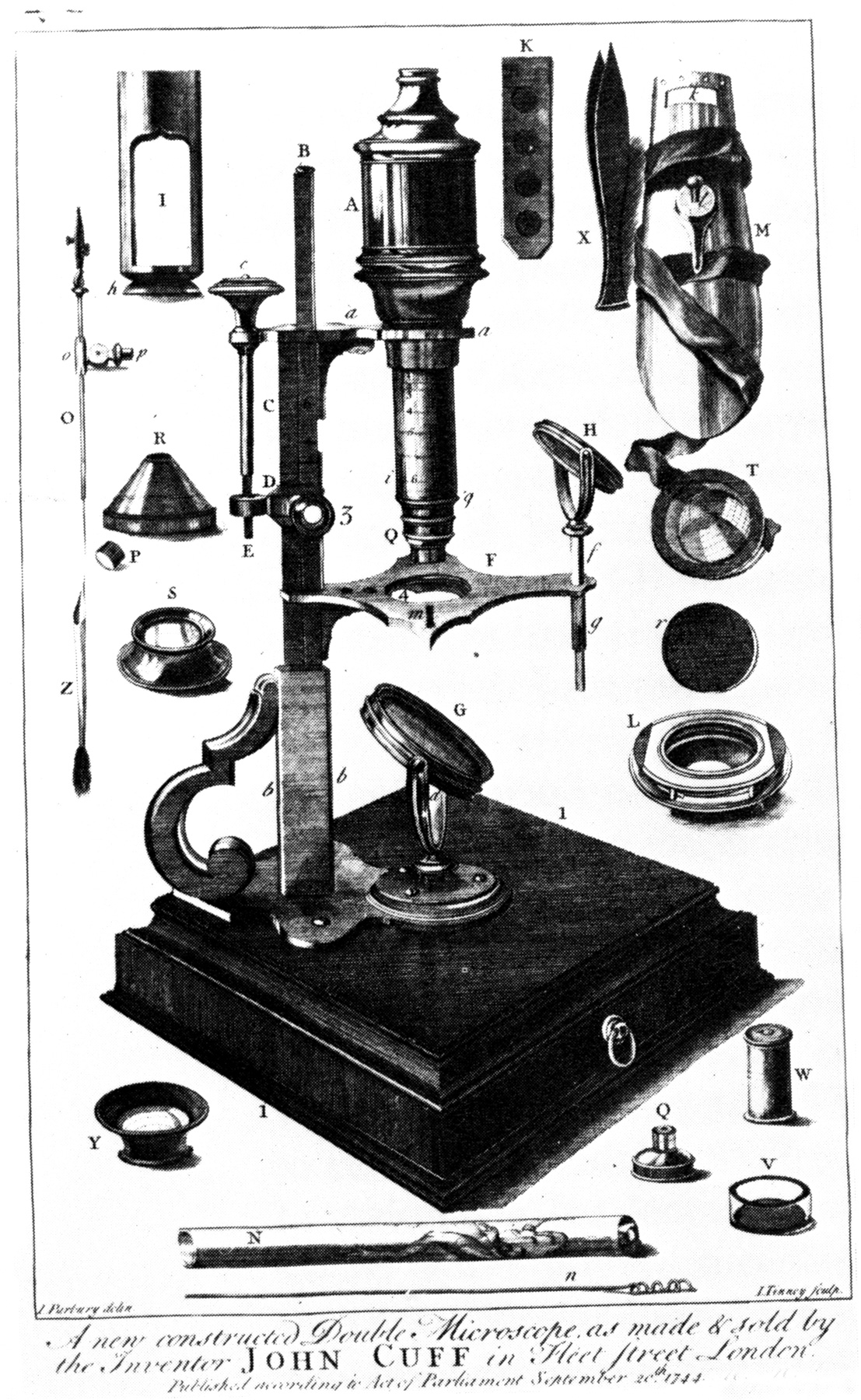
Microscope, planche extraite d’Employment for the Microscope (1764).

Baker naît à Londres. Après un apprentissage chez un libraire il invente un système pour instruire les sourds et les muets, système qui lui assure des revenus confortables. Ceci attire l'attention de Daniel Defoe dont la plus jeune sœur, Sophia, se marie avec Baker en 1729.
Un an avant cela, sous le nom de Henry Stonecastle, il s'associe en affaire avec Defoe. En 1740, il est élu membre de la Society of Antiquaries of London et de la Royal Society. Il contribue à de nombreux mémoires dans les Transactions of the Royal Society et reçoit en 1744 la médaille Copley pour ses observations au microscope de la cristallisation de particules de sel.  Il étudie aussi de nombreux animaux aquatiques ainsi que des fossiles.
Il est l'un des fondateurs de la Royal Society of Arts en 1754 et en devient le secrétaire. Il est membre de la Société des antiquaires.
Il publie, entre autres, The Microscope made Easy 1743, Employment for the Microscope 1753 (il a publié le Microscope mis à la portée de tout le monde, traduit en français par le père Esprit Pezenas (1692-1776) en 1754) et plusieurs volumes de poésie dont The Universe, a Poem intended to restrain the Pride of Man 1727. Son nom est aussi attaché aux lectures bakeriennes de la Royal Society qu'il fonda par un don de 100 £. Il meurt à Londres en 1774.